# Axinella natalensis
Axinella natalensis är en svampdjursart som först beskrevs av James Barrie Kirkpatrick 1903.  Axinella natalensis ingår i släktet Axinella och familjen Axinellidae. Inga underarter finns listade i Catalogue of Life.